# 石井喜三郎
石井 喜三郎（いしい きさぶろう、1955年6月11日 - ）は、日本の国土交通官僚。国土交通審議官、駐ルーマニア特命全権大使、自転車駐車場整備センター理事長をへて都市計画協会の会長。ルーマニア国家功労勲章大十字ランク受章。

## 人物・経歴
岐阜県出身。灘高等学校を経て、1979年東京大学法学部卒業、建設省入省。1980年オックスフォード大学留学、建設省近畿地方建設局路政課長、岐阜県都市計画課長、国土庁広報室長、金融再生委員会事務局総務課企画官、2001年国土交通省住宅局住宅政策課長、2003年国土交通省都市局都市計画課長、2004年国土交通省都市局まちづくり推進課長、2005年国土交通省国土計画局総務課長、2006年国土交通省政策課長、都市再生機構理事、内閣官房TPP政府対策本部内閣審議官、国土交通省都市局長、政策研究大学院大学教授、国土交通審議官等を経て、2015年から2018年まで駐ルーマニア特命全権大使を務め、日ルーマニア関係への貢献から、2019年に在日ルーマニア大使館においてルーマニア国家功労勲章大十字ランクを受章した。同年自転車駐車場整備センター理事長。2023年に同センター理事長を退任、同年都市計画協会会長に就任。趣味はゴルフ、俳句(ひまわり）、ジョッギング、旅行。